# Dolina Zwoleńki
Dolina Zwoleńki este o arie protejată (sit de importanță comunitară — SCI) din Polonia întinsă pe o suprafață de 2.379,34 ha, integral pe uscat.

## Localizare
Centrul sitului Dolina Zwoleńki este situat la coordonatele 51°18′18″N 21°40′13″E / 51.3049°N 21.6702°E.

## Înființare
Situl Dolina Zwoleńki a fost declarat sit de importanță comunitară în aprilie 2004 pentru a proteja 11 specii de animale.

## Biodiversitate
Situată în ecoregiunea continentală, aria protejată conține 7 habitate naturale: Vegetație psamofilă uscată cu pășuni deschise de Corynephorus și Agrostis, Lacuri eutrofice naturale cu vegetație de tip Magnopotamion sau Hydrocharition, Pajiști calcaroase din nisipuri xerice, Fânețe de joasă altitudine (Alopecurus pratensis, Sanguisorba officinalis), Mlaștini turboase de tranziție și turbării mișcătoare, Păduri de stejar și carpen Galio-Carpinetum, Păduri aluvionare cu Alnus glutinosa și Fraxinus excelsior (Alno-Padion, Alnion incanae, Salicion albae).
La baza desemnării sitului se află mai multe specii protejate:
- amfibieni (1): buhai de baltă cu burta roșie (Bombina bombina)
- mamifere (1): castor (Castor fiber)
- nevertebrate (7): Anisus vorticulus, libelule (Leucorrhinia pectoralis), fluturele purpuriu (Lycaena dispar), Ophiogomphus cecilia, Phengaris teleius, Unio crassus, Vertigo angustior
- pești (1): țipar (Misgurnus fossilis)
- reptile (1): țestoasa de baltă (Emys orbicularis)